# Ранок (тижневик, Німеччина)
«Ранок» — тижневик, орган української консервативно-державницької думки, виходив у Гайденаві (Німеччина) 1948 — 54 pp.; видавець і ред. І. Марченко.